# Corentin Turluer
Corentin Turluer est un joueur international de rink hockey né le 10 août 1992. Il fait ses débuts à Saint-Brieuc, mais rejoint Ploufragan où il sera formé. Il évolue par la suite au sein du club de Quévert.

## Parcours sportif
Débutant en première division à 16 ans, il évolue trois saisons au SPRS de Ploufragan avant de rejoindre le HC Dinan-Quevert team Cordon en 2011. 
Il a été sélectionné en équipe de France pour disputer les championnats d'Europe et du monde dans les catégories jeunes (moins de 17 et moins de 20 ans) . En 2010, 2012 et 2014 il fait partie de la sélection retenue pour représenter la France à la coupe Latine. En 2014, il participe au championnat d'Europe au sein de la délégation française. 

### Palmarès
En 2013, il obtient sa première Coupe de France avec le club de Quévert. Il gagne ce trophée de nouveau lors du doublé de 2015, en 2022 et en 2024 où il termine meilleur buteur de la compétition.
Il est champion de France en 2012, 2014, 2015 et 2018.